# Владичкіно (Ленінградська область)
Владичкіно (рос. Владычкино) — присілок у Лузькому районі Ленінградської області Російської Федерації.
Населення становить 28 осіб. Належить до муніципального утворення Мшинське сільське поселення.

## Історія
Згідно із законом від 28 вересня 2004 року № 65-оз належить до муніципального утворення Мшинське сільське поселення.

## Населення
| 1838 | 1862 | 1928 | 1958 | 1997 | 2007 | 2010 |
| ---- | ---- | ---- | ---- | ---- | ---- | ---- |
| 146  | ↗167 | ↗297 | ↘162 | ↘23  | ↘12  | ↗28  |